# Dziedzictwo (powieść Romana Dmowskiego)
Dziedzictwo – powieść autorstwa Romana Dmowskiego, napisana pod pseudonimem Kazimierz Wybranowski.
Powieść była początkowo publikowana w endeckiej „Gazecie Warszawskiej Porannej.” W 1931 została wydana w formie książki.

## Opis fabuły
Młody człowiek nazwiskiem Zbigniew Twardowski przybył z zagranicy do Polski. Zamieszkuje na wsi. Właśnie zmarł jego stryj Alfred Twardowski, który zostawił mu w spadku dwór oraz pokaźny majątek. Zmarły stryj należał kiedyś do masonów tzw. „grabarzy”, którzy chcieli w wyniku wojny zniewolić Polskę i oddać ją we władanie Niemcom. Alfred nie chciał się na to zgodzić, więc odszedł od nich zabierając ze sobą cenne dokumenty. Jednak szkalowany przez „grabarzy” umiera. Zbigniew przejmuje jego dziedzictwo, odpiera ataki masonów oraz Żydów.

## Opinie
Prasa, m.in. „Gazeta Wyborcza” oraz niektóre osoby zaangażowane w życie polityczne i społeczne (m.in. Henryk Grynberg, Ezra Mendelsohn) przypisują Dmowskiemu poglądy antysemickie i faszystowskie. Do ich zdaniem antysemickich cytatów z powieści „Dziedzictwo” należą m.in.:

...Właśnie teraz ci powiem rzecz najprzykrzejsza.
– Mów, jestem przygotowana.
– Czy lubisz Żydów?
– Nie, mam wstręt do nich.
– A gdybym ci powiedział, że w pewnym względzie jesteś przez nich wychowana... (...) ... A wstyd kobiecy to wielka zdobycz naszej cywilizacji, tak samo, jak poczucie honoru u mężczyzn. Tego nie znają Żydzi; oni są niehonorowi i ich kobiety bezwstydne. I to jest ich wielkie zwycięstwo, że dziś pod ich wpływem u nas jedno i drugie zanika...